# Сербинюк Юрій
Сербинюк Юрій (1887-?) — український журналіст, політичний і громадський діяч на Буковині. Родом з Садаґури. Під час існування ЗУНР - делегат до УНРади ЗУНР як предстаник Буковини. Співробітник міністерств УНР у Відні (1920–1921), генеральний секретар Української Національної Партії в Румунії (1927–1938), посол до румунського парламенту (1932–1933). Редактор ряду часописів у Чернівцях: «Громадянин» (1909), «Народний Голос» (1911–1915), «Буковина» (1914 і 1918), «Час» (1929–1932), «Народна Сила» (1932–1934), «Рада» (1934–1938). З 1940 на еміграції в Румунії; 1945 — 54 ув'язнений в СРСР, згодом знову в Румунії.

## Опис видань, в яких Серебинюк був редактором
«Рада» — тижневик у Львові у 1925 — 1938 pp., орган діячів колишньої «незалежної групи» Української Народної Трудової Партії, а з жовтня 1925 їхньої окремої фракції у складі УНДО; з 1927 «політичний орган незалежної думки» Української Партії Праці.
Серію часописів радикального спрямування доповнює тижневик „Громадянин”, що виходив у Чернівцях протягом 1909 – 1911 рр. Газета була партійним органом УРП. На сторінках видання містилося багато різнопланових матеріалів, що свідчить про високий якісний рівень редакції. Крім публікацій політичного агітаційно-пропагандистського характеру, тут друкувалися статті на економічну та культурно-просвітницьку тематику. Багато шпальтового місця відводилося матеріалам про українську історію, державних, громадсько-політичних та культурних діячів.
«Час» — українській щоденник (єдиний у Румунії), виходив у Чернівцях 1928–1940 — разом 3350 чч.
«Буковина» — громадсько-культурна газета, орган буковинських народовців — прогресивного суспільно-політичного угруповання. Виходила в Чернівцях заходом товариства «Руська бесіда» протягом 1885— 1910 рр. спочатку двічі на місяць, у 1892 — 1895 рр. як тижневик, у 1895 — 1897 рр. чотири рази на тиждень, згодом з'являлася тричі на тиждень. Протягом 1911 — 1912 рр. не друкувалася. Наступні два роки функціонувала під зміненою назвою «Нова Буковина». У 1915 — 1918 рр. під відновленою назвою виходила у Відні. Спочатку редакція зазначала: «Часопись політична і наукова для народу руського» (1886 —1909), згодом констатувала: «Орган української поступової партії». Останні роки свого існування була органом «Союзу українських послів на Буковині». «Буковина» пройшла різні періоди свого існування, в ній виступали із статтями, художніми творами громадсько-культурні діячі й письменники різних поглядів, естетичних уподобань, яких об'єднувала ідея служіння народові в умовах свобод конституційної Австро-Угорщини, що часто порушувалися місцевими урядовими структурами. Будучи лояльною до офіційних властей, газета водночас виступала з критикою державних установ та інституцій, що ущемлювали права українського населення, відстоювала його інтереси на ниві національної освіти й культури, сприяла поглибленню патріотичних почуттів буковинців як частини всього українського народу.